# هاري سبنسر (لاعب كرة قدم)
هاري سبنسر (بالإنجليزية: Harry Spencer)‏ هو لاعب كرة قدم نيوزلندي، ولد في 1897، وتوفي في 1942 في نيوزيلندا. شارك مع منتخب نيوزيلندا لكرة القدم. أما مع النوادي، فقد لعب مع نادي إيفرتون.